# 王三才
王三才（1569年1月12日—1621年），字學參，號茂槐，浙江紹興府蕭山縣人，明朝政治人物。

## 生平
萬曆二十五年（1597年）丁酉科浙江鄉試第二名舉人，二十九年（1601年）中式辛丑科會試第七十一名，二甲第三名進士。授禮部主事，改工部虞衡司員外郎，潔己奉公，升禮部郎中，三十六年（1608年）正月擢山西督學副使，三十九年（1611年）八月升山西布政使司右參政，督糧儲，四十一年（1613年）七月升江西按察使、徽池安兵備，加銜右布政使，仍攝道事，升山東左布政使，異績旋著，入覲，以卓異第一，四十七年（1619年）九月升應天府府尹。上疏捐俸助邊，節冗費若干以裕國用。天啟元年（1621年），卒於官，贈南京工部右侍郎，賜祭，祀鄉賢。

## 家族
曾祖王杞；祖父王一和；父王嘉聞，母張氏。慈侍下。妻徐氏。弟王三大、王三千。子王命伊，字月生，蔭官任工部營繕司，改都水司，官至廣南府知府。從子王命禹，工部都水司郎中。